# Ichthyosauridae
Ichthyosauridae – rodzina z rzędu ichtiozaurów
Do rodziny należą
- ichtiozaur
- Protoichthyosaurus
- Malawania?